# 吴福源墓
吴福源墓，位于中国广东省揭阳市揭东区曲溪上围村，为揭东区文物保护单位，类型为古墓葬，公布时间为2007年12月。
吴福源墓的历史年代为南宋。